# Alexander Ferdinand Koenig
 (avril 2019).
Si vous disposez d'ouvrages ou d'articles de référence ou si vous connaissez des sites web de qualité traitant du thème abordé ici, merci de compléter l'article en donnant les références utiles à sa vérifiabilité et en les liant à la section « Notes et références ».
Pour les articles homonymes, voir Koenig.
Koenig, Alexander Ferdinand est un zoologiste et ornithologue allemand (Saint-Pétersbourg, 20 février 1858- Klocksin, 16 juillet 1940)

## Biographie
Issu d'une famille d'industriels sucriers, établie en Russie depuis le XVIIIe siècle, il grandit à Bonn où son père avait acheté une villa, sur les bords du Rhin. Il a étudié la zoologie dans les universités de Greifswald et de Marbourg.
Il devient docteur en sciences naturelles, en 1884, présentant une thèse sur la  taxonomie des mallophages. Il finança de nombreuses expéditions dans les régions arctiques (Spitzberg) et dans le nord et le nord-est de l'Afrique (Égypte et Soudan) où il collecta de nombreux oiseaux et grands mammifères dont deux girafes qui sont encore visibles au Musée Alexander Koenig, le musée d'histoire naturelle qu'il fonda en 1934 à Bonn. Sa fortune s'épuisant, il fit don de son institut à l'État allemand mais en demeura le directeur jusqu'à sa mort.